# بولدیرتی
بولدیرتی (به قزاقی: Buldyrty) یک رود در قزاقستان است که در استان قزاقستان غربی واقع شده‌است.